# 73.
◄ | 1. stoljeće pr. Kr. | 1. stoljeće | 2. stoljeće | ►
◄ | 40-ih | 50-ih | 60-ih | 70-ih | 80-ih | 90-ih | 100-ih | ►
◄◄ | ◄ | 70. | 71. | 72. | 73. | 74. | 75. | 76. | ► | ►►
Astronomija • Književnost • Kršćanstvo

## Događaji
- 15. travnja: Židovi se brane u tvrđavi Masada kraj Mrtvog mora do zadnjeg čovjeka protiv Rimljana.

## Vanjske poveznice
|  | Zajednički poslužitelj ima još gradiva o temi 73. |